# 23 juillet 1944
Le dimanche 23 juillet 1944 est le 205e jour de l'année 1944.

## Naissances
- Clive Barker (mort le 10 juin 2023), entraîneur sud-africain de football
- Harald Braem, écrivain et dessinateur allemand
- Harold Douglas Pratt, ornithologue américain
- Lucky Blondo, chanteur de rock, country et variétés
- Maria João Pires, pianiste brésilienne d'origine portugaise
- Mary Hooper, Auteure britannique de littérature jeunesse (1948)
- Robert Dickson (mort le 19 mars 2007), poète franco-ontarien

## Décès
- Abel Chabal (né le 24 juillet 1910), militaire et résistant français
- Eduard Wagner (né le 1er avril 1894), officier général de l'armée allemande
- Gérard Doré (né le 29 août 1927), soldat canadien mort durant la bataille de Normandie
- Hans Graf von Sponeck (né le 12 février 1888), Generalleutnant allemand
- Ludwig von Salm-Hoogstraeten (né le 24 février 1885), joueur de tennis autrichien
- Max Nettlau (né le 30 avril 1865), philologue, bibliophile, historien et historiographe du socialisme et du mouvement libertaire international
- Winona Closterman (née le 15 septembre 1877), joueuse de tennis américaine

## Évènements
- 18 - 24 juillet : bataille du Mont Gargan en Limousin.
- 19 juillet au 25 juillet : échec de la Bataille de la crête de Verrières.
- Du 21 au 23 juillet : les Allemands, aidés par les miliciens, attaquent le Vercors où se sont réfugiés des milliers de maquisards qui ne reçoivent pas des Alliés les secours attendus. Les Allemands exercent des représailles meurtrières contre la population civile.
- Saint-Gingolph est incendié et 8 otages sont fusillés à la suite d'une attaque du pont-frontière par les maquisards;
- le gouvernement soviétique encourage la création d’un Comité polonais de libération nationale, composé principalement de communistes qui s’installe à Lublin et se proclame gouvernement provisoire de Pologne en décembre.